# 378

## Събития
- На 9 август Фритигерн побеждава Валент в битката от Адрианопол.

## Починали
- 9 август – Валент, римски император